# 3-甲基丁酸
异戊酸(結構式:(CH3)2CHCH2COOH)，是一种含有5个碳原子的短链饱和脂肪酸。透明液体，可溶于水。

## 性质
无色，具有强烈难闻气味的透明液体。溶于水，与乙醇、乙醚混溶。

## 制备
由异戊醛经催化氧化而得。
{\displaystyle \mathrm {(CH_{3})_{2}CHCH_{2}CHO+{\tfrac {1}{2}}O_{2}\rightarrow (CH_{3})_{2}CHCH_{2}COOH} }

## 用途
用于合成异戊酸酯类，用作香料的制取原料。